# 桂野桐
桂野桐（学名：Mallotus conspurcatus）为大戟科野桐属下的一个种。

## 扩展阅读
- 維基物種上的相關：桂野桐